# Регинфрид (епископ Кёльна)
Регинфрид (лат. Reginfridus; умер 17 сентября, не ранее 743 и не позднее 745) — епископ Кёльна (около 737 — между 743 и 745).

## Биография
Первое свидетельство о Регинфриде относится к периоду между 721 и 726 годами, когда он обменялся с Виллибрордом собственностью. Регинфрид взошёл на епископскую кафедру в Кёльне приблизительно в 737 году, став преемником Альдуина. В средневековых списках глав Кёльнской епархии, наиболее ранний из которых создан между 870 и 886 годами, Регинфред ошибочно называется преемником епископа Агилольфа.
21 апреля 742 года Регинфрид присутствовал на Германском соборе иерархов Франкского государства, созванном по инициативе майордома Карломана и святого Бонифация. В этом синоде, кроме Бонифация, приняли участие шесть епископов: Бурхард Вюрцбургский, Регинфрид Кёльнский, Витта Бюрабургский, Виллибальд Айхштеттский, Дадан (его кафедра неизвестна) и Хеддо Страсбургский.
Днём смерти Регинфрида называют 17 сентября. Вероятно, это произошло не ранее 743 года и не позднее 745 года. После смерти Регинфрида Бонифаций намеревался сделать Кёльн своей резиденцией. Хотя этот план и был одобрен буллой папы римского Захария от 31 октября 745 года, но он так и не был осуществлён из-за сопротивления местного духовенства. Преемником Регинфрида на епископской кафедре был святой Агилольф, первое свидетельство о котором как епископе относится к 1 мая 747 или 748 года.